# Joe Willock
Joe Willock (Waltham Forest, 20 de agosto de 1999), é um futebolista inglês que atua como meio-campista. Atualmente joga no Newcastle.

## Títulos

### Arsenal
- Copa da Inglaterra: 2019–20
- Supercopa da Inglaterra: 2017 e 2020

### Newcastle
- Copa da Liga Inglesa: 2024–25